# Adela Edwards Salas
Adela Edwards Salas  (Santiago, Chile,  16 de marzo de 1874 - Santiago, 11 de noviembre de 1939) fue una maestra chilena pionera, fundadora de la Escuela Normal Santa Teresa en 1907. En Santiago de Chile hay una escuela que lleva su nombre.

## Obra
- Paso a Paso. Método fácil para la enseñanza de la lectura y escritura simultánea. Santiago, Chile. 1917.
- Silabario Nuevo Paso a Paso, Universo, Santiago de Chile. 1934.
- Cartilla para la catequesis cristiana de los niños.' Santiago de Chile.
- Necesidad de que los colegios y escuelas católicas continúen su acción sobre las exalumnas, en 'Relaciones y documentos del Congreso Mariano Femenino', Esc. Tipo. La Gratitud Nacional de Santiago de Chile, pp. 193-195. 1918.